# Gymnetini
Gymnetini is een tribus uit de familie van bladsprietkevers (Scarabaeidae). 

## Taxonomie
De volgende taxa zijn bij de tribus ingedeeld:
- Subtribus Blaesiina
  - Geslacht Blaesia Burmeister, 1842
  - Geslacht Halffterinetis Morón and Nogueira, 2007
- Subtribus Gymnetina
  - Geslacht Aemilius LeMoult, 1939
  - Geslacht Allorhina Burmeister, 1842
  - Geslacht Amazula Kraatz, 1882
  - Geslacht Amithao J. Thomson, 1878
  - Geslacht Argyripa J. Thomson, 1878
  - Geslacht Astrocara Schürhoff, 1937
  - Geslacht Badelina J. Thomson, 1880
  - Geslacht Balsameda J. Thomson, 1880
  - Geslacht Chiriquiba Bates, 1889
  - Geslacht Cineretis Schürhoff, 1937 (synoniem = Hologymnetis Martínez, 1949)
  - Geslacht Clinteria Burmeister, 1842
  - Geslacht Clinteroides Schoch, 1898
  - Geslacht Cotinis Burmeister, 1842
  - Geslacht Desicasta J. Thomson, 1878
  - Geslacht Guatemalica Poll, 1886
  - Geslacht Gymnetina Casey, 1915
  - Geslacht Gymnetis MacLeay, 1819
  - Geslacht Gymnetosoma Martínez, 1949
  - Geslacht Hadrosticta Kraatz, 1892
  - Geslacht Heterocotinis Martínez, 1949
  - Geslacht Hoplopyga J. Thomson, 1880
  - Geslacht Hoplopygothrix Schürhoff, 1933
  - Geslacht Jansonella Blackwelder, 1944
  - Geslacht Macrocranius Schürhoff, 1935
  - Geslacht Marmarina Kirby, 1827
  - Geslacht Neocorvicoana Ratcliffe & Micó, 2001
  - Geslacht Stethodesma Bainbridge, 1840
  - Geslacht Tiarocera Burmeister, 1842